# أملج (تبوك)
أملج (أم لج) مدينة سعودية وهي حاضرة ومركز محافظة أملج، ولها ميناء على البحر الأحمر في المملكة العربية السعودية، وهي قريبة من مدينة ينبع حيث تبعد عنها بمسافة 130 كم وتبعد عن تبوك العاصمة الإدارية ما يقارب 500 كم جنوباً.

## الموقع

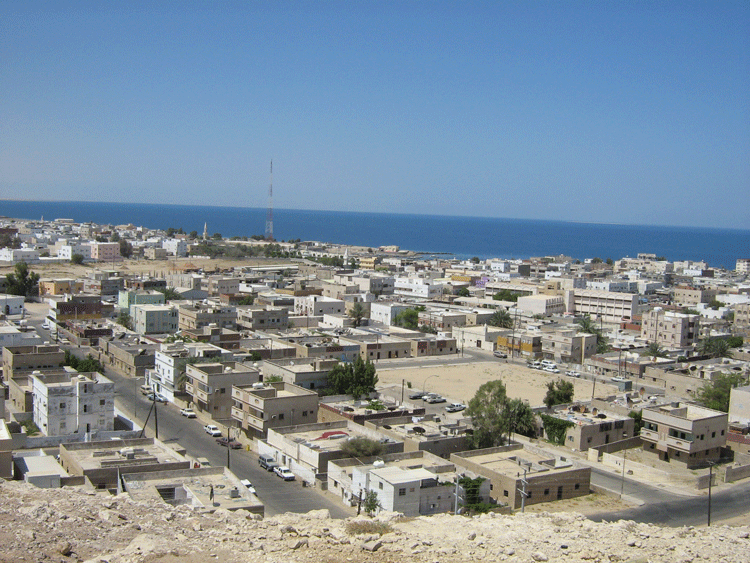
إحدى نواحي مدينة أملج.

تقع على ساحل البحر الأحمر بين مدينة الوجه شمالاً ومدينة ينبع جنوباً، وتبعد عن مدينة تبوك بحوالي (500 كم) إلى الجنوب الغربي وهي من المواقع التاريخية القديمة، وتقع على خط طول (14/37) وخط عرض (5/25) وهي إحدى مدن تبوك، وقد انتعشت المدينة واتسعت في العصر الحاضر وزادت حركة النشاط التجاري والعمراني والتعليمي بالمدينة ونشطت هذه الحركة بشكل ملحوظ بعد افتتاح الطريق البحري بين ضبا (التي تبعد 280 كلم شمال أملج) في الجانب السعودي وسفاجة في الجانب المصري، يوجد العديد من الجزر على ساحل أملج الجزر ثلاث جزر أمام أملج مباشرة، وأشهرها جبل حسان وأم سحر سبعة جزر تمثل ما يُعرف بجزر الفوايدة وتقع شمال أملج ستون جزيرة تقريبًا تقع أيضًا شمال أملج قبل وادي الحمض وتعتبر تاريخيًا تابعة لأملج لأن وادي الحمض قديمًا يفصل بين قبيلتين جهينة وبلي وكلتاهما من قضاعة وهذه الجزر بعضها سميت بأسماء بعض الأشخاص كبعض الوجهاء والأعيان من شيوخ القبائل والعلماء ومنها جزيرة الحبيشي وجزيرة الصريصري وجزيرة الحمدة وجزيرة السمرة وجزيرة المنزلاوي وجزيرة السنوسي وغيرها من الأسماء.
وتعتبر مدينة أملج قديماً ثاني أكبر مدينة تجارية بعد مكة كما ذكر المؤرخ الحموي في معجم كتابة إلا أنها اندثرت هذة التجارة عبر السنين.

## تاريخ أملج
يعتقد البعض أن أملج بمكانها الحالي ليست حديثة العهد بل هي مدينة قديمة الوجود حديثة الاسم، حيث كانت تسمى من قبل (الحوراء) جاء في معجم (ش.غ.المملكة للمؤرخ الكبير الشيخ حمد الجاسر): إن أملج تقع في ميناء حوراء القديم قامت مكانه في جانبه الجنوبي إلا أن انعدام الآثار في أملج يوحي بعكس ذلك. في حين أنه توجد آثار كثيرة وبقايا أطلال قديمة ظاهرة شمال مدينة أملج الحالية، يسمى موقعها بالغبايا وقد يعطي ذلك مؤشراً إلى أن هذه المنطقة هي الحوراء التي ورد ذكرها في رحلات الحج القديمة.
كما يعتقد أن مدينة أملج كانت موجودة في العهد الروماني وكانت تسمى ب لوكي لوما أي المدينة البيضاء وذلك قبل قرابة 3000 سنة. كما وصفت أملج من قبل العديد من العلماء العرب المسلمين منهم (الإدريسي) وهو من علماء القرن السادس الهجري، حيث قال: إنها قرية عامرة وأهلها أشراف، ويقول (الحميري) إنها مدينة على ساحل وادي القرى بها مسجد جامع وثماني آبار عذبة وبها ثمار.